# Gräberfelder von Putensen
Koordinaten: 53° 11′ 14,2″ N, 10° 12′ 25,4″ O
Die Gräberfelder von Putensen sind zwei Gräberfelder im Landkreis Harburg in Niedersachsen. Sie liegen unmittelbar benachbart etwa 1,2 km südlich des Ortsteils Putensen der Gemeinde Salzhausen. Das eine ist ein kaiserzeitliches (50–375 n. Chr.) Brandgräberfeld, das andere ein bereits gestörtes Urnengräberfeld der vorrömischen Eisenzeit (450 v. Chr. bis 50 n. Chr.).

## Fundgeschichte
Die Gräberfelder lagen östlich der Amelinghäuser Straße (L234) zwischen dem Salzhausener Ortsteil Putensen und Oldendorf (Luhe) an der Abzweigung eines Feldweges, der nach dem Zweiten Weltkrieg von kanadischen Streitkräften als Zufahrt zu einem Biwak in der Feldmark Wetzen genutzt wurde. Erste Urnen wurden 1938 gefunden und vom Putensener Schmied Wilhelm Hedder und dem Embsener Lehrer Gustav Hildebrand an das für die Region denkmalpflegerisch zuständige Helms-Museum gemeldet. Die nachfolgenden Ausgrabungen an der Südgrenze des Gräberfeldes unter der Leitung von Willi Wegewitz (1898–1996) wurden jedoch durch den beginnenden Krieg im August 1939 unterbrochen. Erst 1956 konnten die Ausgrabungen wieder aufgenommen und nach einer weiteren Unterbrechung in den Jahren 1961 bis 1963 abgeschlossen werden. Beide Gräberfelder wurden durch einen ehemals nordsüdlich verlaufenden Heerweg getrennt, an dessen Rändern sie angelegt wurden. In der 1. Hälfte des 19. Jahrhunderts wurde der ehemalige Heerweg begradigt und an seiner Stelle hier die Landstraße 234 etwa 50 m westlich, abseits der Gräberfelder, angelegt. Südlich des Urnenfriedhofs der vorrömischen Eisenzeit war ein dritter Friedhof, der Urnenfriedhof von Wetzen aus der 2. Hälfte des 1. Jahrhunderts vor Chr. mit 73 dokumentierten Gräbern angelegt.

## Urnengräberfeld
Das ältere Urnengräberfeld hatte eine Ausdehnung von etwa 200 m. In den Jahren 1961–1963 konnten 743 Gräber geborgen werden. Dabei handelte es sich um Urnenbestattungen und Leichenbrandlager aus den Stufen Jastorf, Ripdorf und Seedorf der Jastorf-Kultur.

### Funde
Neben zahlreichen kulturtypischen Kleingegenständen wie Gürtelhaken, Kropfnadeln und Segelohrringen sowie einem großen Keramiksortiment waren bei den älteren Brandgräbern Steinringe, Steinkränze und Steinpflaster gut erhalten. Der Erhaltungsgrad der Gräber ist darauf zurückzuführen, dass das Gelände später mit Flugsand zugedeckt war. Diesem Umstand ist es auch zu danken, dass an der Ostseite des Feldes eine aus Findlingen errichtete Mauer erhalten blieb.

## Brandgräberfeld

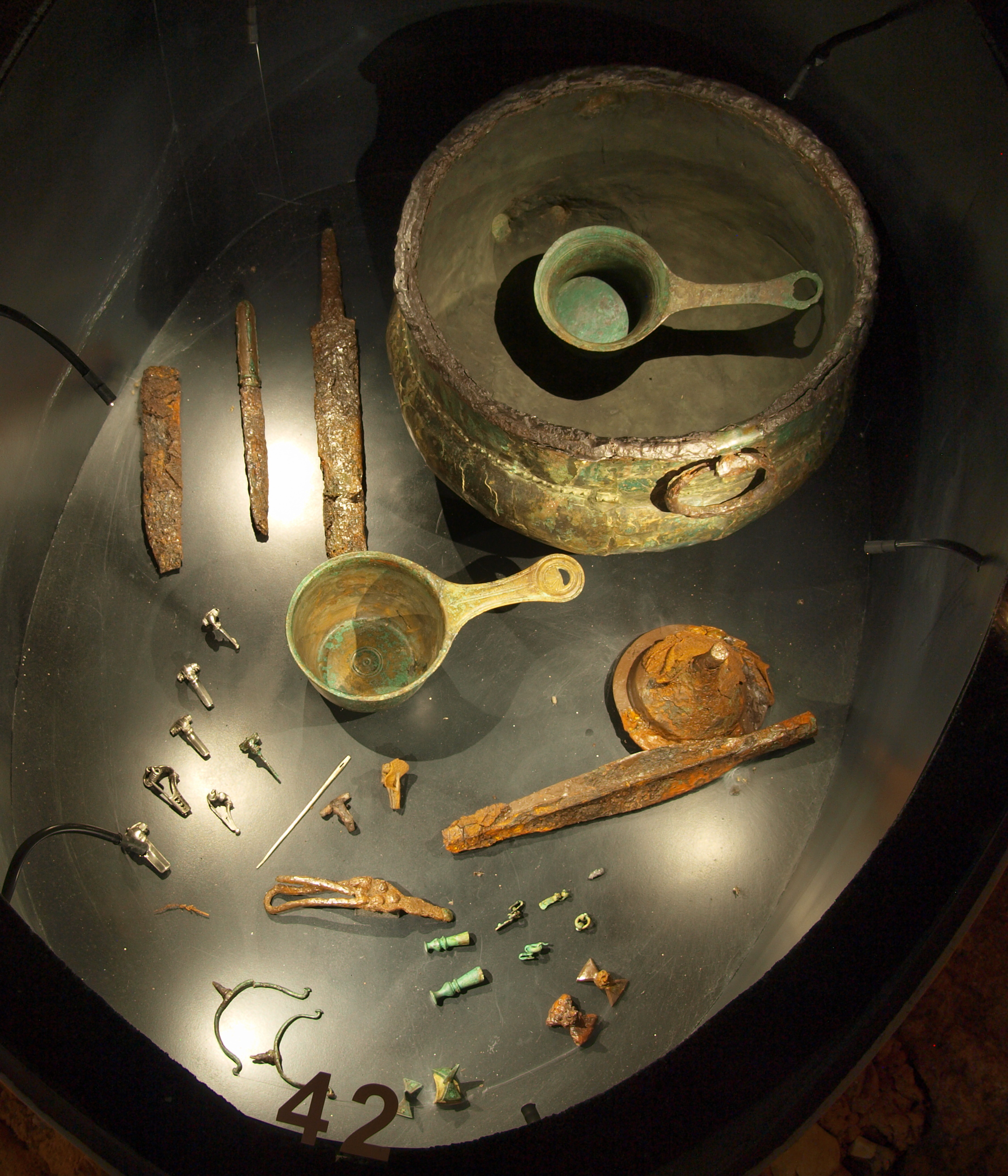
Grabinventar der Kriegerbestattung Grab 150 im Archäologischen Museum Hamburg

Das für die Kulturgeschichte der Langobarden bedeutsame, vom 1. Jahrhundert v. Chr. bis zum 3. Jahrhundert n. Chr. genutzte Brandgräberfeld lag westlich des ehemaligen Heerweges und hatte eine Ausdehnung von 60 × 14 m. In den Jahren 1938/39, 1956 und 1961 wurden neben Urnenbestattungen auch zahlreiche Knochenlager und so genannte Brandgrubengräber freigelegt. Hier wurden insgesamt 982 Bestattungen und 6 Brandgruben geborgen.

### Funde
Waffen, die einzeln oder als Depots niedergelegt wurden, ohne dass stets die Zuordnung zu einer Bestattung möglich war, kennzeichnen den Platz. Hervorzuheben sind Äxte, Lanzen- und Speerspitzen, Schildbeschläge, Schwerter und Reste eines Kettenpanzers. Ferner wurden ein reiches Keramikrepertoire, viele Geräte (Bügelscheren, Feilen, Messer, Pfrieme, Rasiermesser, Wetzsteine), wenig Schmuck (Finger- und Armringe), vor allem Trachtbestandteile (Fibeln, Gürtelhaken, Nadeln und Schnallen) sowie Sporen und Spielsteine geborgen. Ungewöhnlich hoch war die Anzahl von sieben Brandbestattungen in römischen Bronzegefäßen. Zu den herausragenden Bestattungen gehört die Kriegerbestattung in Grab 150.